# Achille Lauro (armateur)
Pour les articles homonymes, voir Achille Lauro (homonymie).
Achille Lauro, né à Piano di Sorrento le 16 juin 1887 et mort à Naples le 15 novembre 1982, est un armateur, homme politique, éditeur et dirigeant sportif italien.

## Biographie
Propriétaire de l'une des plus importantes flottes marchandes d'Italie (Flotta Lauro), il a été, après la Seconde Guerre mondiale, l'un des principaux représentants du mouvement monarchiste. Maire de Naples à deux reprises, membre de la Chambre des députés et sénateur de la République, la parabole de son positionnement politique est l'expression d'un phénomène politico-social défini comme le « laurisme », caractérisé par la constitution d'un « système d'intérêts étendu et ramifié » sur lequel converge un large consensus « de type populiste fondé sur le culte de O Comandante, l'appellation par laquelle l'appelait le peuple napolitain puisqu'il était le chef de la Flotte Lauro ». Il fonde en 1954 le parti Partito Monarchico Popolare (it), à la suite de la scission interne du Parti national monarchiste.